# Duomo Lepontino

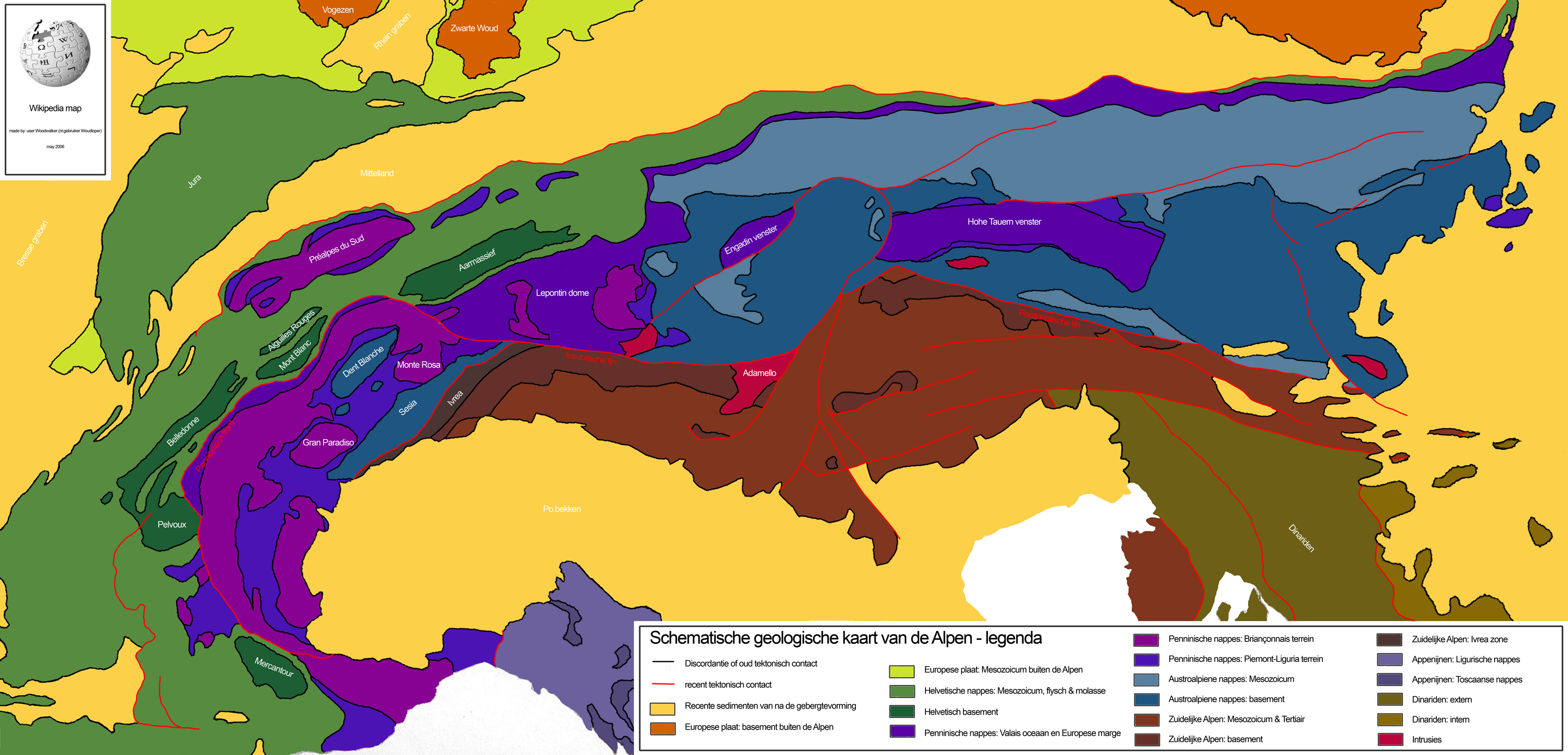
Carta strutturale semplificata delle Alpi.

Il Duomo Lepontino (detto anche Cupola Lepontina) è una regione di sollevamento tettonico situata nelle Alpi Centrali a cavallo tra Italia e Svizzera.
L'area è caratterizzata da un'impronta metamorfica di alto grado.
La parte delle Alpi a nord della Linea Insubrica è solitamente divisa in tre grandi complessi di falde: dal basso verso l'alto questi sono l'Elvetico, il Pennidico e l'Austroalpino.
Ad est della duomo Lepontino tutte e tre si trovano uno sopra l'altro; lo stesso vale per la regione ad ovest della struttura, se l'unità Sesia-Lanzo è vista come parte delle falde Austroalpine. Nel duomo invece affiorano solo Pennidico ed Elvetico (il confine tra i due è ancora controverso). Pare che il sollevamento del duomo abbia causato la totale erosione della parte superiore del duomo costituita dalla falda Austroalpina.
La creazione di questa struttura è stato causato da una fase estensiva con direzione est-ovest verificatasi durante il Miocene in tutte le Alpi Centrali ed Orientali, probabilmente a seguito di distacco della crosta dal mantello superiore. Simili strutture estensionali si hanno in varie zone delle Alpi, si ricordano ad esempio la finestra degli Alti Tauri, la finestra dell'Engadina e la finestra di Rechnitz.